# Philippe III (roi de Macédoine)
Pour les articles homonymes, voir Philippe de Macédoine et Arrhidée.
Philippe III Arrhidée (en grec ancien : Φίλιππος Ἀρριδαῖος / Philippos Arrhidaios), né entre 359 et 352 avant J.-C., mort assassiné le 25 décembre 317 av. J.-C., est un roi de Macédoine de la dynastie des Argéades qui règne de 323 à 317.
Réputé déficient mentalement, il est le demi-frère d'Alexandre le Grand, et règne conjointement sur la Macédoine avec Alexandre IV, de juin 323 jusqu'à son exécution sur ordre d'Olympias. Il est pharaon d'Égypte, roi de Perse et roi d'Asie.

## Biographie

### Sous Philippe et Alexandre
Prénommé Arrhidée, il est le fils de Philippe II et de la thessalienne Philinna, une de ses épouses les moins connues. Il est frappé d'une déficience mentale qui l'écarte très tôt de la succession royale. Pour certaines sources, c'est un poison donné par Olympias qui serait responsable de cet état. Il est peut-être simplement épileptique. Il a approximativement le même âge que son demi-frère Alexandre le Grand. Le fait qu’il soit plus jeune ou plus âgé que ce dernier est incertain aujourd'hui.
Après l'assassinat de Philippe II, en 336, il est épargné par Alexandre. Il accompagne celui-ci en Asie et le seconde dans certaines circonstances[réf. nécessaire], illustrant son statut de membre à part entière de la famille royale.

### Problème de succession
Peu après que Philippe II a atteint la domination de la péninsule grecque en 338 avant J.-C., un incident est survenu indiquant que la position d'Alexandre en tant qu'héritier n’était plus assurée. Attale, le tuteur de la dernière épouse de Philippe II, rejette la légitimité d'Alexandre en tant qu'héritier, sans que Philippe réagisse publiquement. Après cette querelle publique, Alexandre et sa mère se sont exilés en Épire.
Une autre querelle relative à un projet d’alliance s'ensuit. Plutarque rapporte en effet qu'Alexandre est inquiet que Philippe prévoie de marier Arrhidée à la fille de Pixodaros, le satrape de Carie, qu'il aurait décidé de lui substituer en tant que futur marié. L'intervention d’Alexandre dans l'alliance matrimoniale est un échec :  Pixodaros ne choisit aucun gendre royal macédonien et Philippe décide d'envoyer en exil plusieurs fidèles d'Alexandre, dont Ptolémée. Selon Plutarque, la réponse d'Alexandre au mariage projeté signifie qu'il considère son frère comme une menace possible pour sa propre accession.

### Roi de Macédoine
À la mort d'Alexandre en juin 323, Arrhidée est proclamé roi, avec le fils in utero de Roxane (le futur Alexandre IV) par la phalange macédonienne réunie sous l'impulsion de Méléagre en Assemblée. Il prend le nom de Philippe en hommage à son père. Le conseil de succession est contraint d'accepter cette décision tout en le plaçant sous la tutelle (prostasis) de Cratère, l'un des fidèles d'Alexandre. Il accompagne Perdiccas dans une série de campagnes en 322, dont celles contre Ariarathe de Cappadoce et Ptolémée.
En 321, il épouse une petite-fille de Philippe II, Eurydice, de son nom originel Adea, la fille de Cynané et d'Amyntas IV le fils de Perdiccas III, née vers 336 et donc âgée seulement de quinze ans, malgré l'opposition de Perdiccas qui ordonne à son frère Alcetas de tuer Cynané, en route pour le mariage de sa fille. L'armée macédonienne, scandalisée par l'assassinat de la fille de Philippe II, se mutine et fait accepter le mariage voulu par Cynané. C'est probablement cette même assemblée qui renomme Adéa du nom de la mère de Philippe II, Eurydice.

### Fin dePhilippeIII
Eurydice semble avoir demandé à l'Assemblée des Macédoniens d'être considérée comme la porte-parole de son époux, et donc la représentante du roi, en lieu et place des Diadoques. Elle joue dès lors, malgré sa jeunesse, un rôle important dans la guerre civile qui secoue la Macédoine.
En 317, Eurydice profite de l'absence de Polyperchon en lutte avec Cassandre, pour s'entendre avec le parti de ce dernier, et prendre le pouvoir en Macédoine. Au nom de Philippe III, elle ordonne à Polyperchon et Antigone le Borgne, de placer leurs armées sous le commandement de Cassandre, auquel est confié l'administration du royaume. Apprenant la supercherie, Olympias marche sur la Macédoine. Son armée rencontre celle de Philippe III et d'Eurydice à Euia, sur la frontière entre la Macédoine et la Thessalie. Le prestige de la reine-mère et le souvenir d'Alexandre l'emportent : les soldats de Philippe III se mutinent, le faisant prisonnier. Eurydice est elle aussi arrêtée alors qu'elle fuit vers Amphipolis. En septembre 317, Olympias fait assassiner Philippe III et contraint Eurydice au suicide. Elle fait alors exécuter 100 de leurs partisans, dont Nicanor, le frère de Cassandre.

## Un handicap remis en cause selon les sources
Les préjugés anciens et modernes sur la déficience mentale de Philippe III conduisent à une interprétation simpliste de son rôle dans l’histoire politique de la fin du IVe siècle av. J.-C..
Il semble clair que les capacités mentales de Philippe III ne sont pas optimales. Il est cependant capable d’accomplir des rituels avec précision et avait une certaine capacité à mémoriser les détails. Quinte-Curce pense qu'il est même capable de parler en public bien que Plutarque semble nier cette hypothèse. Personnage assez passif, il laisse généralement son épouse ou ses généraux agir et parler en son nom. Le traitement par Quinte-Curce du rôle de Philippe III diffère de celui d’autres sources existantes : il ne mentionne à aucun moment son handicap mental, alors que les autres sources le décrivent comme un pantin entre les mains de Méléagre, et plus tard de Perdiccas. Le récit de Quinte-Curce dépeint Philippe III comme un acteur occasionnel dans les événements, comme une sorte de figurant diplomatique. Selon Quinte-Curce, Philippe III a revêtu les vêtements royaux de son frère et tenté d'effectuer une réconciliation entre l'infanterie et la cavalerie peu avant les accords de Babylone. Il semble déterminé à maintenir la paix au sein de son armée. Quinte-Curce raconte également que Philippe III a participé à un rituel de purification impliquant l'armée, démontrant ainsi une compétence de base en matière d’auto-préservation. Il aurait tenté d'éviter la complicité dans la tentative de meurtre de Perdiccas par Méléagre et d’autre part dans l'élimination de Méléagre et ses partisans par Perdiccas. L’image véhiculée de Philippe III est alors celle d’un homme faible et effrayé qui se démène pour survivre. Il émerge du récit de Quinte-Curce comme quelqu'un de passif, ne voulant pas se risquer pour l'un ou pour l’autre de ses protecteurs, mais tout de même comme un homme avec une compréhension de base de la réalité. Un homme assez sensé pour douter de la fiabilité de Méléagre et à en juger par sa prudence à approuver les actions de Perdiccas. Les cours de Philippe II et d'Alexandre ne sont pas des lieux sûrs, et même un homme d'intelligence limitée grandissant dans un environnement aussi violent pourrait bien avoir développé certaines compétences de survie.

## Historiographie
Bien que dans son intégralité le récit de Quinte-Curce ait autrefois été perçu défavorablement par les savants, les études les plus récentes tendent à conclure que, bien qu'indéniablement influencé par l'expérience romaine, il reflète également sa compréhension des événements liés à la succession d'Alexandre le Grand, montrant une certaine précision dans ses propos. En 1999, Paul McKechnie conteste les qualités de Quinte-Curce en tant qu’historien, en remettant en cause le passage relatant les événements après la mort d'Alexandre. Il fait valoir que le récit des accords de Babylone n'est pas exact, car ce récit est façonné par son parallèle implicite entre l’empire d’Alexandre et l'Empire romain. Étant donné que l'importance du récit de Quinte-Curce découle de la rareté et de la brièveté des autres sources existantes, ses explications seraient loin d’être convaincantes, mais restent l’une des rares sources. Paul Mckechnie suggère qu’il faudrait considérer avec suspicion les incidents mentionnés par Quinte-Curce, bien que ses écrits sur les actions de Philippe III semblent assez crédibles. En effet, mis à part l'évitement par Quinte-Curce d'une référence directe au handicap mental de Philippe III, son récit semble généralement comparable à d'autres sources.

## Controverse au sujet du tombeau dePhilippeIII
En 1977, des fouilles menées près de Vergina, dans le nord de la Grèce, ont permis de mettre au jour trois tombes macédoniennes. La tombe n° 2 est une tombe royale, à deux chambres richement décorées d'objets funéraires, tels que des récipients en argent, des armes en bronze et des équipements de bain, ainsi qu'un bouclier en or et en ivoire. La chambre extérieure de la tombe contenait une boîte en or avec les os d'une femme, dans la vingtaine. La chambre intérieure contenait une boîte en or avec une couronne en or et les os d'un homme dans la quarantaine. Le professeur Manolis Andronikos, l'archéologue en chef du site, ainsi qu'un certain nombre d'autres archéologues, ont supposé que la tombe n° 2 contenait les restes de Philippe II et de sa dernière épouse, Cléopâtre, en raison de la riche décoration de la tombe, de l'âge des restes squelettiques, mais aussi par les dommages sur l'orbite droite du squelette masculin et son os de la cuisse, qui avait subi un traumatisme. En effet, Philippe II aurait perdu son œil droit dans une bataille et aurait été blessé à une de ses jambes. Cependant, puisque l'orbite de l'œil droit manquait quasiment en totalité, et que la blessure n'était, d'après les sources, pas sur la bonne jambe, la supposition n’a ainsi pas pu être totalement validée. La poterie athénienne trouvée dans la tombe date du dernier quart du IVe siècle au début du IIIe siècle av. J.-C., tandis que Philippe II est mort en 336. Les preuves architecturales concernant le toit voûté et sa similitude avec les tombes lyciennes indiquent une date ultérieure, après la conquête de l'Asie par Alexandre le Grand.
Des chercheurs estiment d'après des études médico-légales menées en 2015 que Philippe II a été enterré dans la tombe n° 1. Il a donc été proposé que la tombe n° 2 contient les restes de Philippe III et de son épouse Eurydice, en raison de l'époque de leur mort, en 317, et notamment du fait que Philippe III est connu pour avoir reçu des honneurs lors de son enterrement. Dans la tombe n° 2, les jambières qui, selon de nombreux archéologues, appartiennent à Philippe II, pourraient également appartenir à Eurydice ou à Alexandre, selon notamment Antonios Bartsiokas, l'un des principaux auteurs de l'étude de 2015. Celui-ci identifie Philippe III comme l'occupant de la tombe n° 1. Il explique qu'Eurydice est une guerrière qui a combattu dans de nombreuses batailles et aurait pu avoir besoin de jambières. Il est également possible qu'une partie de l'armure d'Alexandre ait pu être enterrée dans la tombe, car Philippe III porte les vêtements de son frère au moment d'accéder au trône, bien qu'il n'ait pas combattu lui-même dans des batailles. Un casque en fer martelé à la main trouvé dans la tombe n° 2 correspond à la description par Plutarque du casque d'Alexandre[réf. nécessaire]. En 2024, une nouvelle étude affirme avoir retrouvé un fragment de mesoleucon sarapis, une tunique de cérémonie perse portée par Alexandre après sa conquête de l'empire de Darius III. L'article favorise donc la théorie de Philippe III comme occupant de la tombe, puisque ce dernier a hérité des attributs royaux de son demi-frère, dont probablement la tunique perse.
Quoi qu'il en soit, les études actuelles ne peuvent pas déterminer clairement à qui, de Philippe II ou de Philippe III, les tombes appartiennent.

## Représentations

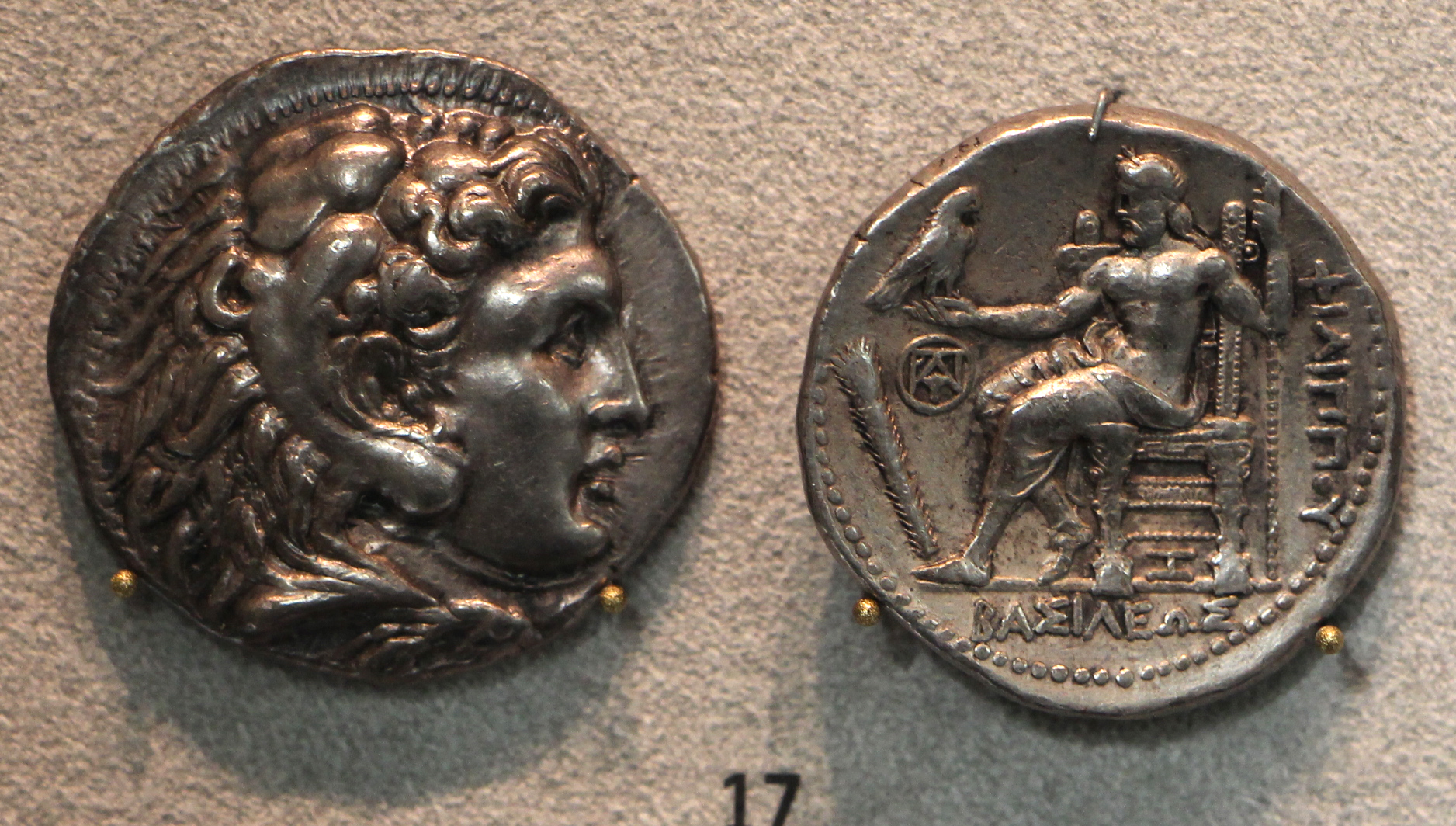
Tétradrachme de Philippe III à l'effigie d'Héraclès.
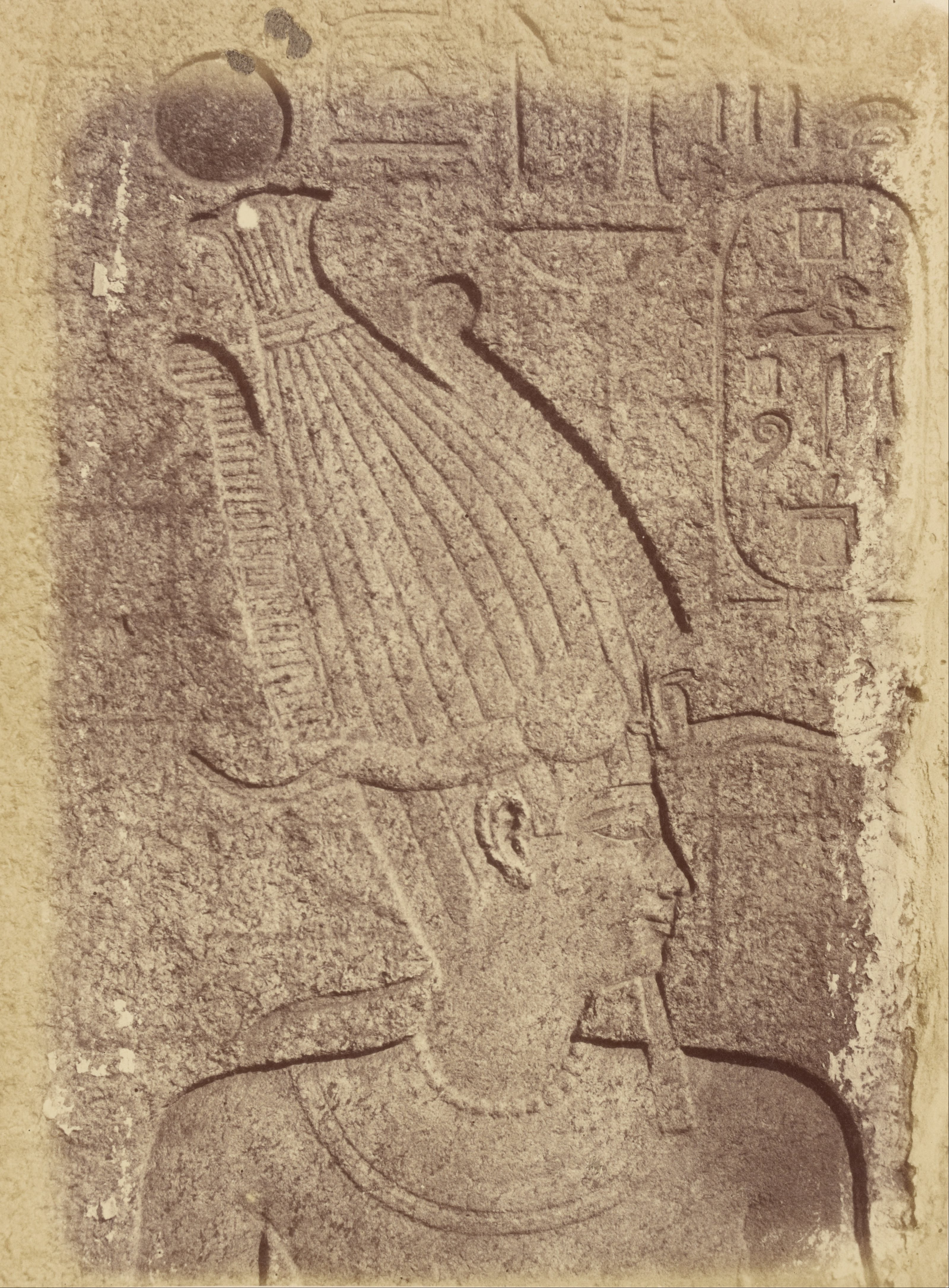
Rélief de Karnak représentant Philippe III en pharaon.